# San Regolo
San Regolo – wieś w środkowych Włoszech, w regionie Toskania, w prowincji Siena, gminie Gaiole in Chianti. Według danych z 2016 roku zamieszkują ją 73 osoby.

## Historia
Pierwsze wzmianki o San Regolo pochodzą z 1009 roku, kiedy Markiz Bonifazio, syn księcia Alberta, władcy zamku Brolio, przekazał go wraz z kościołem parafialnym opactwu we Florencji. Darowizna ta została następnie potwierdzona przez Henryka II w 1012 roku i Henryka IV w 1074 roku.